# گریپ‌فروت
گرِیپ‌فروت یا نارَنگور (انگلیسی: grapefruit) میوه‌ای از خانواده مرکبات با پوست زردرنگ (گاهی سبز رنگ) و مزهٔ ترش مایل به تلخی است (گاهی شیرین نیز می‌تواند باشد) گریپ‌فروت احتمالاً از پیوند پرتقال و دارابی به دست آمده‌است.
این میوه دارای ویتامین‌ها و ریزمغذی‌های مختلف به ویژه ویتامین ث (۴۰ درصد نیاز روزانه بدن در ۱۰۰ گرم) است. همچنین دارای اسید سیتریک، فیبری به نام پکتین، قند (۸٫۶۱ گرم در صد گرم) است. نوع سرخ و صورتی آن آنتی‌اکسیدان مفیدی به نام لیکوپن در خود دارند. کاهش کلسترول، کمک به متابولیسم بدن برای سوزاندن چربی‌های اضافی، جلوگیری از تشکیل سنگ کلیه و اثر بازدارنده در سرطان پروستات و روده بزرگ با توجه به خصوصیات آنتی‌اکسیدانی قوی و همین‌طور وجود فلاونوئیدی به نام نارینژین، از دیگر خواص این میوه است، گریپ‌فروت را براساس رنگ گوشت آن به سه دسته سفید، صورتی و سرخ تقسیم می‌کنند.
این میوه را در زبان انگلیسی «میوهٔ خوشه‌ای» (grape+fruit) می‌نامند، زیرا به شکل خوشه به مقدار زیادی حتی تا دوازده تا بر روی شاخه می‌روید (مانند انگور). دم‌کردهٔ گل‌های گریپ‌فروت برای رفع تب مؤثر است.
گریپ‌فروت در درمان کم‌اشتهایی، اختلالات مفصلی و عفونت‌های ریوی، تشنج، بند آمدن ادرار، سوءهاضمه، سرماخوردگی و زخم‌های عفونی، کمبود قند و مواد حیاتی، خارش، بواسیر و خونریزی آن مؤثر است.
عصارهٔ هستهٔ گریپ‌فروت خواص فوق‌العادهٔ دارویی قوی دارد.
گریپ‌فروت در حال حاضر در چین، هند، خاورمیانه و در ایران هم در شمال و هم جنوب پرورش داده می‌شود.

## کاربردها

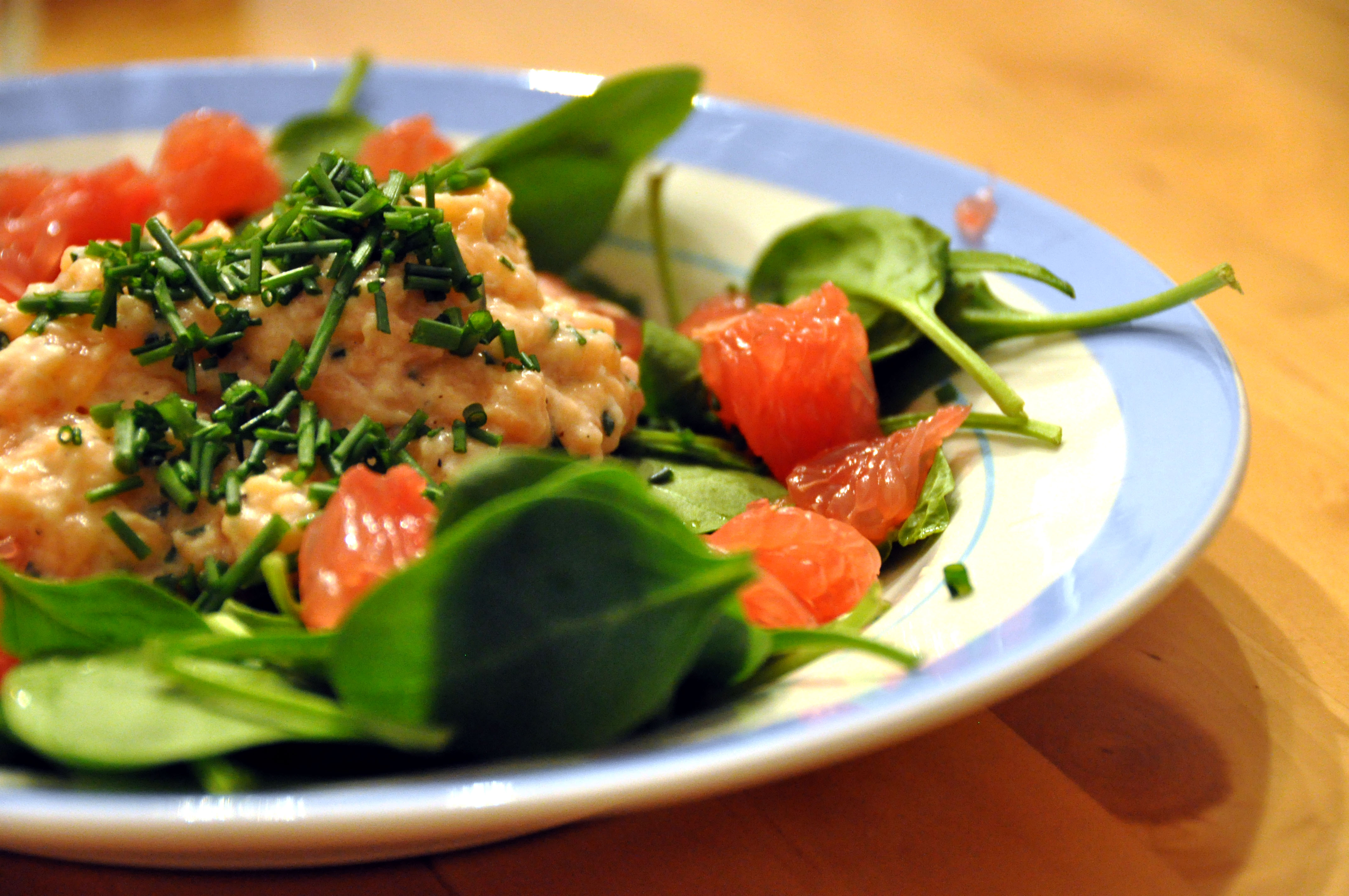
سالاد گرِیپ‌فروت

بهترین زمانی که می‌توانید گریپ‌فروت را بخورید صبح‌ها می‌باشد، به این دلیل که کمکالری بوده و به دلیل داشتن آب زیاد گرسنگی و تشنگی را در طول روز از میان می‌برد.

### چربی‌سوزی
فیبر موجود در گریپ‌فروت و داشتن هورمون تنظیم‌کنندهٔ گوارش می‌توان از آن استفاده کرد. برای چربی‌سوزی بهتر است نیم ساعت پیش از هر وعدهٔ غذایی مصرف شود.

### ماسک صورت
پیش از مصرف برای تست عدم حساسیت کمی از آن را روی سطح پوست خود به مدت ۲۰ دقیقه قرار دهید تا از حساسیت نداشتن نسبت به آن مطمئن شوید.
گریپ‌فروت دارای ویتامینهای A و C و آنتی‌اکسیدان است که از پیری زودرس جلوگیری می‌کند.

### کاهش فشارخون
به دلیل داشتن پتاسیم بالا می‌تواند باعث کاهش فشارخون در افراد شود.
توجه داشته باشید مصرف گریپ‌فروت با داروهای فشار خون خطرناک است.

## تولید

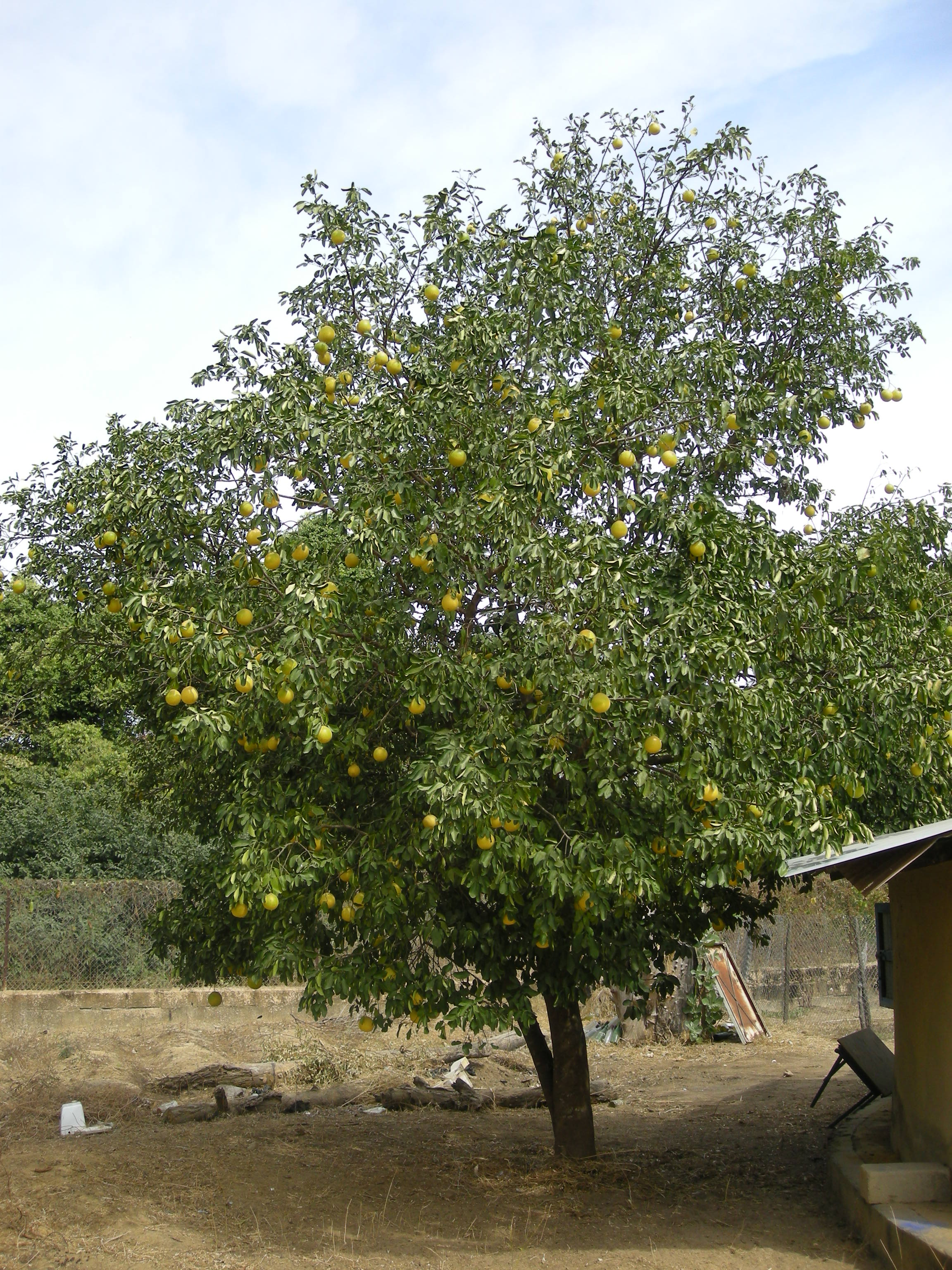

در سال ۲۰۰۷ آمریکا با یک میلیون و ۵۸۰ هزار تن تولید سالانه بزرگ‌ترین تولیدکنندهٔ گریپ‌فروت و دارابی (پومیلو) بود و پس از آن چین با ۵۴۷ هزار تن، آفریقای جنوبی، مکزیک و سوریه در رده‌های بعدی قرار داشتند. در سال ۲۰۰۷ تولید گریپ‌فروت در ایران ۴۸ هزار تن بوده‌است. 

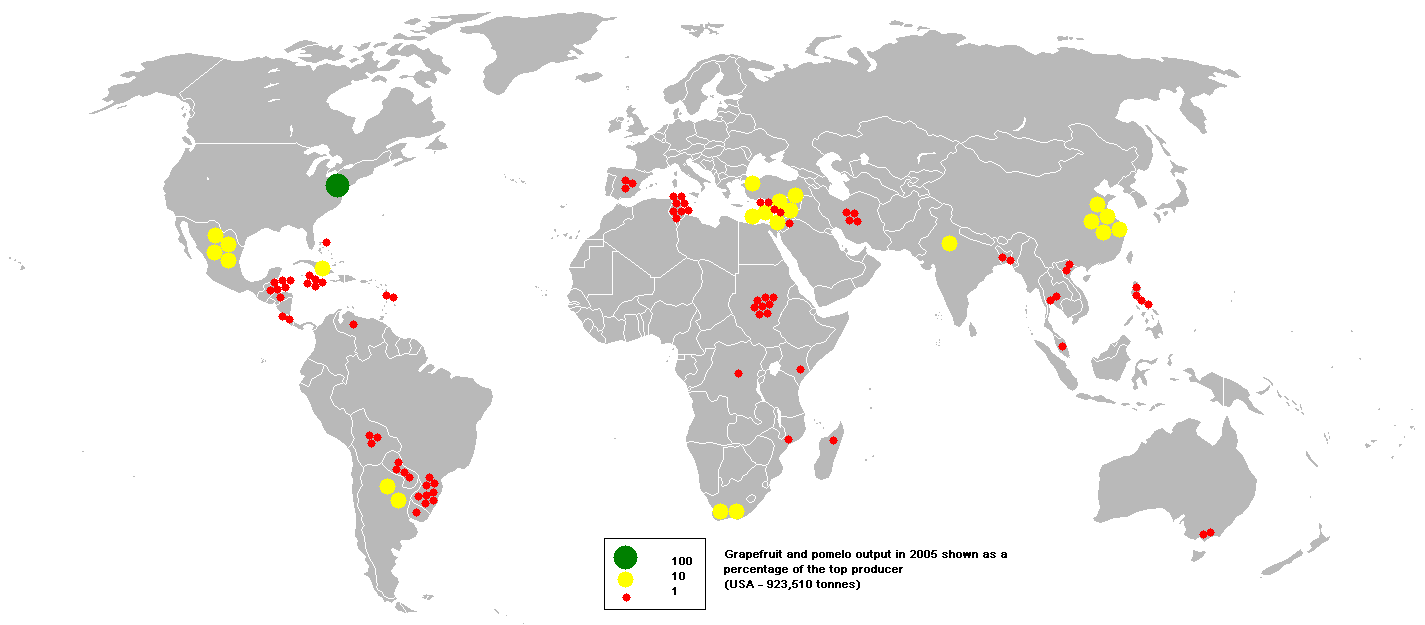
تولید گریپ‌فروت و دارابی (پومیلو) در سال ۲۰۰۵

| ایالات متحده آمریکا | ۱٬۵۸۰٬۰۰۰ |   |
| چین | ۵۴۷٬۰۰۰   | F |
| آفریقای جنوبی | ۴۳۰٬۰۰۰   | F |
| مکزیک | ۳۹۰٬۰۰۰   | F |
| سوریه | ۲۹۰٬۰۰۰   | F |
| اسرائیل | ۲۴۵٬۰۰۰   | * |
| ترکیه | ۱۸۹٬۰۰۰   |   |
| هند | ۱۷۸٬۰۰۰   | F |
| آرژانتین | ۱۷۶٬۰۰۰   | F |
| کوبا | ۱۷۵٬۰۰۰   | F |
| World | 5061023   | A |
| No symbol = official figure, P = official figure, F = FAO estimate، * = Unofficial/Semi-official/mirror data, C = Calculated figure A = Aggregate (may include official, semi-official or estimates); Source: Food And Agricultural Organization of United Nations: Economic And Social Department: The Statistical Division |           |   |